# Ina Lundström
Ina Märtha Levina Lundström, född 11 maj 1983 i Vasa församling i Göteborg, är en svensk journalist, radio- och poddradioprofil samt ståuppare. Hon har en bakgrund som programledare i Ring P1 och Karlavagnen, och sedan 2020 är hon en av programledarna för podden Flashback forever. 2025 kom ”Ina under fläkten” på SVT, en inspelning av Inas ståuppshow på Haket i Göteborg. 

## Biografi

### Bakgrund
Ina Lundström växte upp i Göteborg, tillsammans med sin bror och sina båda föräldrar. Hon bodde tidigt med sina föräldrar i ett kollektiv i centrala Göteborg, därefter i förorten Hovås. Hennes mor är socialantropolog med rötterna i Indonesien, medan fadern är från Borås. När Ina Lundström var i mellanstadieåldern bodde familjen i ett par års tid i Kuala Lumpur i Malaysia.
I ungdomen tog Lundström teaterlektioner. Därefter studerade hon bland annat på folkhögskola och en tid på juristprogrammet på universitetet.

### Tidig karriär
Som frilansjournalist har hon därefter skrivit för bland annat tidningarna Filter och Offside. Åren 2010–2014 var hon medarbetare för Faktum, där hon även fungerade som redaktör. Hon var även chefredaktör för numera nedlagda mattidningen Hunger.
Det var dock inte som skrivande journalist Lundström skulle bli känd för en större publik. 2014 blev hon inbjuden till podden Snedtänkt för att tala om Göteborg, vilket ledde till den verbala Ina Lundström upptäckte poddandet som företeelse. Därefter följde podden Piskan och moroten, där Lundström och träningsexperten Magnus Carlsson dokumenterade hennes löparprojekt. Sedan skapade hon podden Resan till Klubb Hybris tillsammans med Emma Knyckare, något som även gav Lundström inspiration till att pröva på scenframträdanden som ståuppkomiker.

### 2020-talet
Hon har senare lett Sveriges Radios Ring P1 och Karlavagnen och medverkat i ytterligare avsnitt av programmet Snedtänkt. I början av 2021 arbetade hon som programledare för programmet Karantän-TV i SVT. Senare under året blev hon utvald till att producera ett TV-program för att fira Göteborgs 400 år, med intervjuer på en spårvagn.
Ina Lundström är sedan 2020 en i trion bakom Flashback forever (tillsammans med Emma Knyckare och Scroll-Mia). I podden diskuteras olika trådar och ämnen baserat på det omdiskuterade diskussionsforumet Flashback. Produktionen av podden, som delvis är en hyllning till det tidiga och mer anonyma Internet, finansieras av över 4 000 privata sponsorer via tjänsten Patreon. 2022 tog sig trion bakom podden ut på en turné runt Sverige.
2022 nådde hon, tillsammans med Hanna Hellquist, final i På spåret. De förlorade där mot Jonatan Unge och Cecilia Düringer och tog därmed säsongens andraplats.
Lundström var värd för Sommar i P1 den 6 juli 2023. Samma sommar presenterade hon de tre delar långa TV-serien Ina hjärta Bruce på SVT Play. Seriens utgångspunkt var hennes identitet som stort Bruce Springsteen-fan, hennes resa till Springsteens hemstat New Jersey och den väntande "drömkonserten" på Prudential Center.
Hon har som komiker stått på scenen i olika sammanhang. Våren 2024 turnerar hon och komikern Petrina Solange med Petrina, en humorshow där få om än några ämnen är för känsliga att skämta om.
2025 kom "Ina under fläkten" på SVT. En inspelning av en av Inas ståuppshow från Haket i Göteborg 2025. 
31 Maj 2025, var Ina toastmaster på Socialdemokraternas kongress som var i Göteborg. Vilket blev väldigt hyllat och uppskattat. 

## Privatliv
Ina Lundström bor med sambo och dotter i Majorna. Det är även där som Flashback forever spelas in. Ina Lundströms mor har en bakgrund från ön Sulawesi i Indonesien och har senare flyttat tillbaka dit.

## Utmärkelser och utnämningar
År 2020 blev Ina Lundström utsedd till bästa nykomling på Svenska standupgalan. Hon blev tvåa i guldpoddens kategori Årets poddklippare.
Från och med 2023 är hon hedersledamot av Göteborgs nation, Uppsala.
I December 2024 utsågs Lundström till årets göteborgare 2024.